# Святой Винсент
«Святой Винсент» (англ. St. Vincent) — американская драматическая комедия режиссёра Теодора Мелфи, вышедшая на экраны в 2014 году. 
Премьера фильма состоялась 5 сентября 2014 на международном кинофестивале в Торонто, где он занял второе место и получил приз зрительских симпатий. 24 октября состоялась премьера в широком прокате в США и Netflix во Франции.

## Сюжет
Ветеран войны во Вьетнаме на пенсии, алкоголик и азартный игрок Винсент Маккенна знакомится с новыми соседями: матерью-одиночкой Мэгги и её сыном Оливером. Мэгги работает в несколько смен медсестрой, и Винсент поневоле становится нянькой для её 12-летнего сына. Постепенно между ними возникает взаимопонимание. Винсент учит мальчика постоять за себя и самому заработать на жизнь. Винсента связывают сложные отношения с беременной проституткой Дакой. Также время от времени Винсент посещает в клинике супругу, страдающую от болезни Альцгеймера и не узнающую его. 
Винсенту приходится просить отсрочки у букмекеров за проигрыш на ипподроме. Когда Винсент берет с собой мальчика на бега и удача неожиданно приходит к нему, он расплачивается с долгами. После стычки с кредиторами Винсент падает на землю и теряет сознание. Оливер приходит к нему на помощь и вызывает врачей. Винсент попадает в больницу, переносит инсульт, но приходит в себя. На горизонте появляется отец Оливера, который пытается отсудить у матери опеку над сыном. Когда он узнает, что «нянька» мальчика пьёт, курит, посещает публичный дом и тотализатор, у него появляются шансы. Мэгги вынуждена сообщить Винсенту, что он не сможет видеть её сына, и Винсент тяжело переживает разрыв. 
Оливеру дают задание в школе найти человека среди знакомых, которого можно назвать «святым». Опросив соседей, Оливер узнает, что Винсент во время войны спас от смерти двоих сослуживцев. Оливер называет «святым» Винсента и просит его наградить символической медалью. Мальчик в своей речи не скрывает спорные подробности личной жизни Винсента, но его все равно награждают аплодисментами. В концовке у Даки рождается девочка. Мэгги, Винсент, Оливер и Дака с дочерью собираются за обедом дома у Винсента.

## В ролях
- Билл Мюррей — Винсент Маккенна
- Джейден Либерер — Оливер Бронштейн
- Мелисса Маккарти — Мэгги Бронштейн, мать Оливера
- Наоми Уоттс — Дака Парамова, проститутка
- Крис О’Дауд — брат Джерайти
- Кимберли Куинн — Анна, медсестра клиники «Саннисайд»
- Терренс Ховард — Зукко
- Донна Митчелл — Сэнди
- Дарио Бароссо — Роберт Осински, одноклассник Оливера
- Энн Дауд — Ширли, администратор клиники «Саннисайд»

## Награды и номинации
- 2015 — две номинации на премию «Золотой глобус»: лучший фильм — комедия или мюзикл, лучшая мужская роль — комедия или мюзикл (Билл Мюррей).
- 2015 — четыре номинации на премию «Выбор критиков»: лучшая комедия, лучший комедийный актёр (Билл Мюррей), лучшая комедийная актриса (Мелисса Маккарти), лучший молодой актёр или актриса (Джейден Либерер).
- 2015 — номинация на премию Гильдии киноактёров США за лучшую женскую роль второго плана (Наоми Уоттс).
- 2015 — номинация на премию Американского общества специалистов по кастингу за лучший кастинг для комедийного фильма (Лора Розенталь).
- 2014 — третье место в категории «Выбор зрителей» на международном кинофестивале в Торонто (Теодор Мелфи).
- 2014 — номинация на приз зрительских симпатий на международном кинофестивале в Чикаго (Теодор Мелфи).

## Отзывы
Фильм получил преимущественно положительные отзывы кинокритиков. На сайте Rotten Tomatoes у фильма 77 % положительных рецензий из 167. На Metacritic — 64 балла из 100 на основе 40 рецензий.